# Mário Lago
Mário Lago, né le 26 novembre 1911 à Rio de Janeiro et mort le 30 mai 2002 dans la même ville, est un avocat, poète, animateur de radio, compositeur, écrivain et acteur brésilien.

## Biographie
Mário Lago naît le 26 novembre 1911 à Rio de Janeiro.
Il est le fils du chef d'orchestre Antônio Lago et de Francisca Maria Vicencia.
Tout en étudiant le droit, il commence à écrire, en partenariat avec Álvaro Pinto, deux revues de théâtre : Figa de Guiné et Grande estréia. 
Dans les années 1950, il compose la plupart de ses 200 chansons. Également acteur, Mário Lago joue dans plus de 100 telenovelas et films, dont Terre en transe de Glauber Rocha. Militant communiste, il est emprisonné à plusieurs reprises. Mário Lago passe du Parti communiste brésilien au Parti des travailleurs de Luiz Inácio Lula da Silva, fondé en 1980, participant activement aux campagnes électorales de Lula à la présidence en 1989, 1994 et 1998.
Mário Lago meurt le 30 mai 2002 dans sa ville natale.